# Структура ґрунту
Структура ґрунту — агрегати і грудки різної величини, форми, складу, на які розсипається ґрунт у стані фізичної стиглості. Кожен агрегат (грудка) — це сукупність механічних елементів, зв'язаних у макро- (діаметр більше 0,25 мм) і мікроагрегати (менше 0,25 мм) колоїдами, детритом, міцелієм грибів, виділеннями тварин і бактерій, або коренями рослин. Кожному генетично відмінному ґрунту або горизонту притаманна своя, характерна структура. Її формування тісно пов'язане з умовами утворення даного ґрунту. Ґрунтову структуру за розмірами агрегатів поділяють (за М. І. Саввіновим) так: брилувата (агрегати >10 мм); грудкувато-зерниста, або макроструктура (агрегати 10—0,25 мм); мікроструктура (агрегати <0,25 мм).

## Види структури

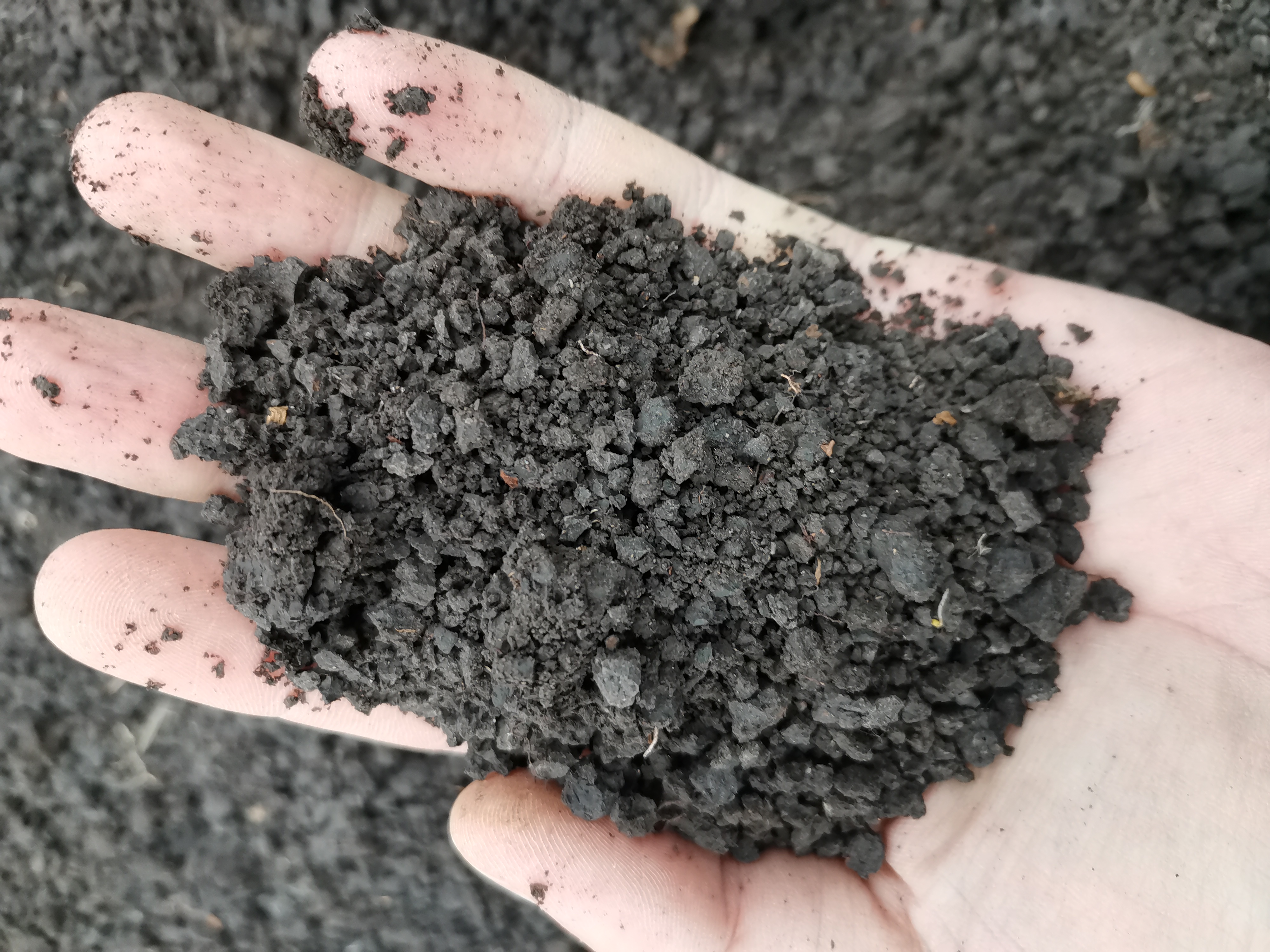
Кубовидна, порошисто дрібно-горіхувата структура ґрунту.

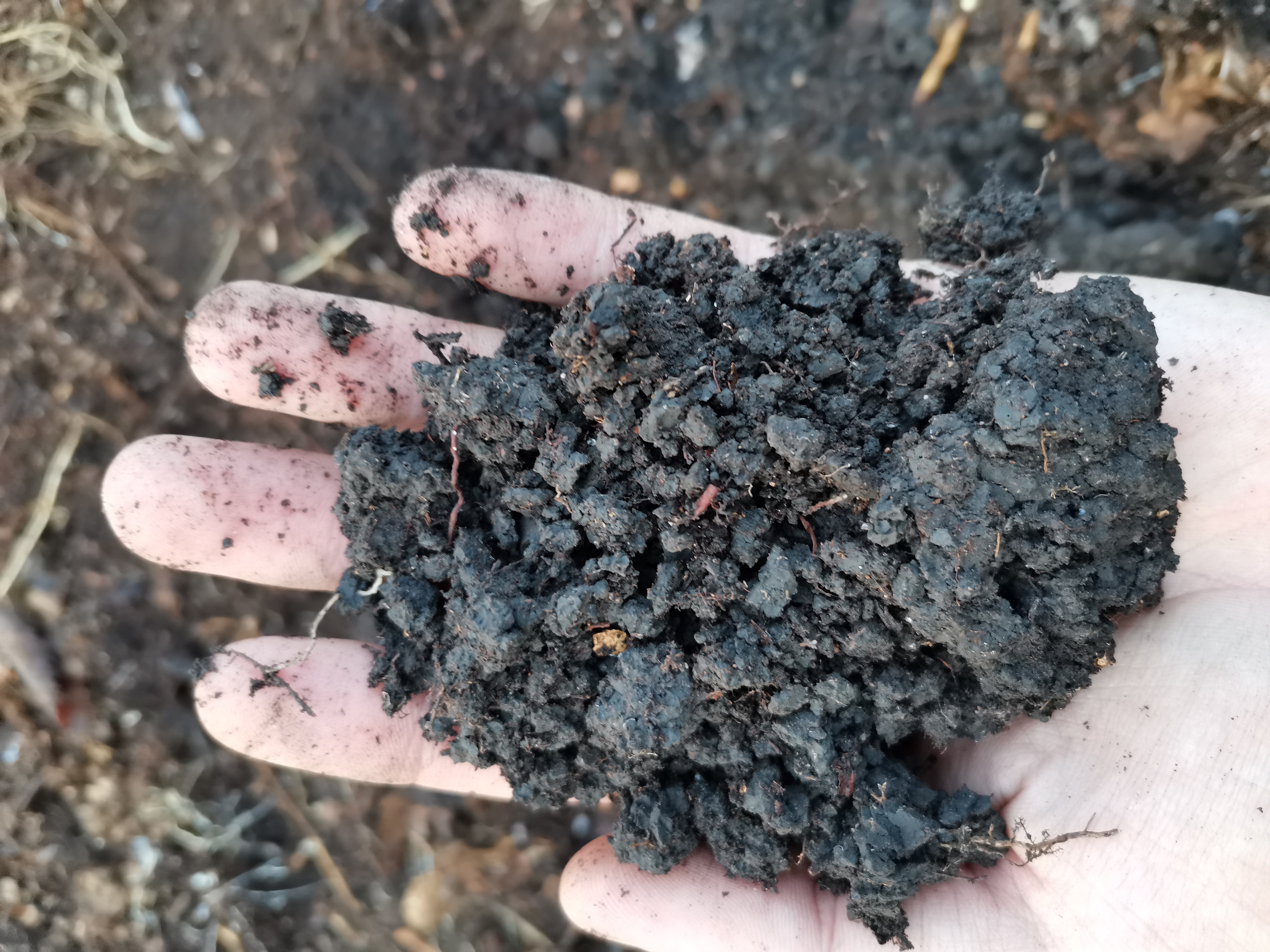
Кубовидна, крупно-зерниста структура ґрунту. Невелика зміна у структурі ґрунту гумусоакумулятивного горизонту чорнозему лучного (Полтавська обл.) на цих фотографіях обумовлена різним ступенем зволоження і рослинністю.

Розрізняють два поняття структури ґрунту: морфологічне (опис форми і розмірів) і агрономічне (вплив на родючість ґрунту). Агрономічно цінною є тільки така структура, яка забезпечує родючість ґрунту. П. А. Костичев запропонував класифікувати структуру ґрунту як водостійку (агрономічно цінну) і неводостійку. Агрономічно цінною вважається водостійка з високою порозністю (пористістю) структура, утворення якої ї є завданням усіх агротехнічних прийомів і заходів, спрямованих на оструктурення ґрунту. Але не кожна водостійка структура є агрономічно цінною. Добра структура повинна бути також механічно міцною і не руйнуватися під час обробітку ґрунту. Саввінов М. І. запропонував класифікацію агрономічно цінних агрегатів, яка в теперішній час є загальноприйнятою в Україні.

### Види структури (за Захаровим С. В.)
Кубоподібна — тип структури ґрунту, ознакою якого є кубоподібна форма макроагрегатів (однаковість усіх трьох осей). Цей тип структури включає брилистий, грудкуватий, пилуватий, горіхуватий, зернистий роди. Ці структурні роди, в свою чергу, поділяються на види: крупнобрилистий, дрібнобрилистий та ін.
Плитоподібна — тип структури ґрунту, ознакою якого є розвиток макроагрегатів за двома горизонтальними осями. Цей тип ґрунтової структури включає такі роди: плитчастий, лускуватий, пластинчатий, листуватий, тощо, які також поділяються на види: дрібноплитчастий, тощо.
Призмоподібна — тип структури ґрунту, ознакою якого є видовжена форма макроагрегатів, з переважним розвитком по вертикальній осі. Цей тип структури включає роди: стовбчастий, призматичний тощо, і види: крупностовбчастий, дрібностовбчастий тощо.

### Види структури (за М.І.Саввіновим)
Брилиста частина ґрунту (окремості понад 10 мм у діаметрі): дрібні 10-30, середні 30-100, грубі понад 100 мм.
Грудкувата частина ґрунту (окремості розміром 10—0,25 мм у діаметрі): зернисті0,25-0,5, дрібні 0,5-1, середні 1-3, грубі 3-10 мм.
Пилувата частина ґрунту (окремості менше 0,25 мм у діаметрі): пилувато-глинисті часткименше 0,01 і мікроструктурні елементи 0,01-0,25 мм.
Агрегати даної класифікації належать, за С. А. Захаровим, до структури кубовидного типу.

## Структура ґрунту та її агрономічне значення
Факторами склеювання механічних елементів у структурні агрегати, є, перш за все, клейкі складові, тобто колоїди (глина і гумус). Однак ґрунтові колоїди можуть міцно склеювати механічні елементи ґрунту лише тоді, коли самі колоїди в достатній мірі насичені багатовалентними катіонами, найчастіше кальцієм. При цьому ґрунтові колоїди склеюють окремі мікроагрегати в макроагрегати, а кальцій, викликаючи коагуляцію колоїдів або зв’язуючи їх електровалентно, сприяє закріпленню колоїдного клею, немовби цементує структурні окремості. За допомогою ґрунтових клеїв може утворитися ґрунтова структура на рівні лише дрібних агрегатів. Для утворення більш крупної структури обов’язково потрібен звʼязуючий матеріал, роль якого виконує детрит.
Вважається, що бактеріальні слизи та продукти життєдіяльності бактерій, а також міцелій грибів та актиноміцетів здатні склеювати ґрунтові часточки та збільшувати кількість структурних агрегатів у ґрунті, але така структура зовсім не стійка. Також варто згадати про позитивний вплив на структуру і ґрунтових тварин та їх виділень (черви, комахи та їх личинки, мікроартроподи та ін.) екскременти яких називаються копролітами. Це, так звана, лабільна структура. Лабільна структура руйнується водою атмосферних опадів.
Структурний ґрунт має безліч переваг перед неоструктуреним. Насамперед він здатен краще накопичувати і утримувати вологу атмосферних опадів, але навіть за високого рівня зволоження (найменшої вологоємності) структурні ґрунти зберігають добру аерацію. Структурні ґрунти обробляються з меншими витратами праці, паливно-мастильних матеріалів, коштів, їх питомий опір оранці є набагато меншим, ніж у безструктурному ґрунті. У них кращими є умови для проростання насіння, росту і розвитку коренів рослин, оскільки вони краще прогріваються, через що врожай вирощуваних культур на них є більш високим і стабільним. 